# Скользящая гитара

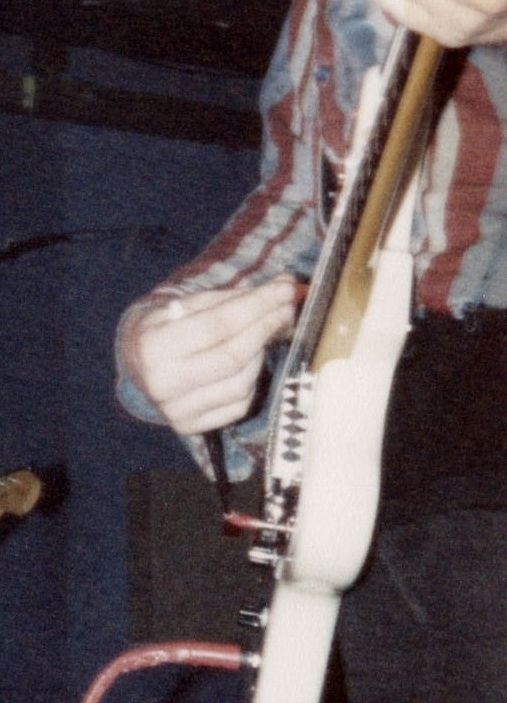
Кевин Шилдс в процессе использования данной техники во время выступления My Bloody Valentine в 1989 году.

«Скользящая гитара» — это техника игры на гитаре, при которой исполнитель бренчит, удерживая при этом рычаг тремоло, что даёт результат колебания высоты звука. Данная техника была разработана ирландским музыкантом Кевином Шилдсом из группы My Bloody Valentine и встречается на таких их релизах, как You Made Me Realise (1988 г.) и Isn't Anything (1988 г.). Шилдс часто сочетал эту технику с эффектом обратной реверберации при помощи таких процессоров эффектов, как Yamaha SPX90 или Alesis Midiverb II, также настраивая две соседние струны своей гитары почти на одинаковую высоту.
Шилдс объяснил, что он «фактически изобрёл свой собственный способ игры. Это не произошло каким-либо сознательным образом. <…> Это было игриво, но на гораздо более сильном уровне». Позже эта техника была упомянута в названии EP-альбома группы Glider (1990 г.).